# Anisotes sessiliflorus
Anisotes sessiliflorus är en akantusväxtart som beskrevs av C. B. Cl.. Anisotes sessiliflorus ingår i släktet Anisotes och familjen akantusväxter. Inga underarter finns listade i Catalogue of Life.